# Alive Worship
Alive Worship ist eine 2016 gegründete christliche Band. Sie verkörpert die Lobpreisarbeit der Alive Church, einer freikirchlichen Pfingstgemeinde in Karlsruhe, und tritt auf christlichen Veranstaltungen im gesamten deutschsprachigen Raum und international auf.

## Geschichte
Im Frühjahr 2016 formierte sich Alive Worship mit dem Ziel, durch Musik „Menschen in die Anbetung Gottes zu führen“.
Seitdem besteht Alive Worship aus einer Auswahl von Musikern der Alive Church Karlsruhe.
Das Debütalbum „Gnadenthron“ wurde im Dezember 2016 veröffentlicht und enthält neben selbst komponierten Liedern auch deutsche Übersetzungen von bekannten englischsprachigen Künstlern, wie etwa Elevation Worship und Hillsong.
Nach der Aufnahme des ersten Albums folgte im Jahr 2017 die erste deutschlandweite Tour. Zudem wurden mehrere Singles veröffentlicht.
Seit Beginn des Jahres 2018 spielt Alive Worship regelmäßig auf Events, außerdem hat die Gruppe an ihrem zweiten Album gearbeitet. Dieses wurde Anfang 2019 unter dem Namen „Vollkommene Liebe“ veröffentlicht.

## 2021–2022: Gott ist so viel Mehr
Im Jahr 2021 veröffentlichte Alive Worship mit Gott ist so viel mehr ihr drittes Studioalbum. Aufgrund der damaligen Corona-Maßnahmen wurde die Veröffentlichung per Livestream gefeiert, bei dem über 500 Zuschauer live auf YouTube teilnahmen. In den folgenden Monaten entwickelte sich das Album zum bis dahin meistgestreamten Werk der Band. Auch physisch wurden von keinem vorherigen Album mehr CDs verkauft.
Musikalisch zeichnet sich das Album durch synthetisch geprägte Klänge und dynamische Beats aus – ein Markenzeichen von Alive Worship. Besonders beliebt waren die Songs Wenn ich fall, Geist Gottes komm und König meines Herzens, die zu den meistgestreamten Titeln des Albums zählen. Ein weiteres herausragendes Lied ist Psalm 82. Alive Worship ist seit 2019 Botschafter der Organisation Compassion Deutschland. Mit diesem Song, der sich thematisch mit Armut auseinandersetzt, möchte die Band auf die Bedeutung christlichen Engagements für Bedürftige aufmerksam machen.
Im selben Jahr erschien zudem eine Akustik-EP mit dem Titel Gott ist so viel mehr – Acoustic Sessions, dass Plattformübergreifend mehr als zwei Millionen Streams erzielt hat (Stand: 1. Januar 2025).
In den Jahren 2021 und 2022 tourte Alive Worship mit dem Album im Rahmen der Gott ist so viel mehr-Tour durch insgesamt über 60 Städte in Deutschland, Österreich und der Schweiz. Die Konzerte zählten insgesamt mehr als 25.000 Besucher. Dazu kamen noch Einzelevents an Wochenenden und einigen Konferenzen.

## 2023–2024: Wüstenheil
Im September 2023 veröffentlichte Alive Worship das erste Live-Album mit dem Titel „Wüstenheil“. Es markierte einen neuen Meilenstein, denn ein Album dieser Art hatte es zuvor in der deutschen Lobpreisszene noch nie gegeben. Mit kraftvollen Live-Sounds und eingängigen Songs, die leicht mitzusingen sind, wurde das Album innerhalb weniger Monate zum erfolgreichsten Release in der Geschichte von Alive Worship. Besonders durch die YouTube-Videos wird deutlich, welche Kraft und Dynamik hinter den Liedern steckt.
Mit den Songs „Gott ist groß“, „Fels der Ewigkeiten“ und „Wir beten an“ haben sich drei Lieder besonders hervorgetan, die mittlerweile deutschlandweit in unzähligen Kirchen und auf vielen Veranstaltungen gesungen werden.
Sowohl im Herbst 2023 als auch im Herbst 2024 tourte Alive Worship mit „Wüstenheil“ quer durch Deutschland, die Schweiz und Österreich. Dabei wurden vor allem Großstädte wie Berlin, München, Düsseldorf, Stuttgart, Wien, Zürich und Leipzig besucht. Die „Wüstenheil Tour 24“ war mit 35 Tagen und 25 Städten nicht nur die größte Tour der Bandgeschichte, sondern mit über 15.000 Besuchern auch die bisher bestbesuchte. Ein besonderes Highlight war das Konzert am 17. November 2024 in Berlin mit knapp 2.000 Besuchern. In beiden Jahren war Alive Worship mit „Wüstenheil“ in mehr als 70 Städten unterwegs.
Im April 2024 veröffentlichte die Band die EP „Wüstenheil – Von den Dächern Äthiopiens“ mit fünf Songs aus dem ursprünglichen Album. Das Projekt war nicht nur durch die neuen, sehr klassischen Arrangements besonders: Die Aufnahmen fanden auf dem Dach des Getfam Hotels in Addis Abeba, der Hauptstadt Äthiopiens, statt.

## Diskografie
- 2016: Gnadenthron (Album)
- 2017: Auferstehen (in Kooperation mit Kirche im Pott)
- 2017: Unsere Sehnsucht (Single)
- 2017: Dann auch ich (feat Amelie Himmelreich)
- 2019: Vollkommene Liebe (Album)
- 2019: Lob aus unserm Mund (in Kooperation mit Yada Worship)
- 2020: Loft Sessions EP1 (EP)
- 2020: Gräber zu Gärten (feat. Markus Fackler)
- 2020: Youtube Live Sessions (EP)
- 2021: Gott ist so viel mehr (Album)
- 2021: Gott ist so viel mehr „Acoustic Session“ (EP)
- 2022: Geist Gottes komm LIVE (Single)
- 2022: Old but Gold LIVE (Album)
- 2023: Wüstenheil LIVE (Album)
- 2024: Wüstenheil "Von den Dächern Äthiopiens" (EP)
- 2024: Vereint als Christi Leib LIVE (Single)
- 2024: Old but Gold Vol.2 LIVE (Album)
- 2025: Güte von Gott LIVE (Single)
- 2025: Passahlamm (Single)